# Majsmott
Majsmott (Ostrinia nubilalis) är en fjärilsart som först beskrevs av Jacob Hübner 1796.  Majsmott ingår i släktet Ostrinia, och familjen mott. Arten är reproducerande i Sverige.

## Bildgalleri

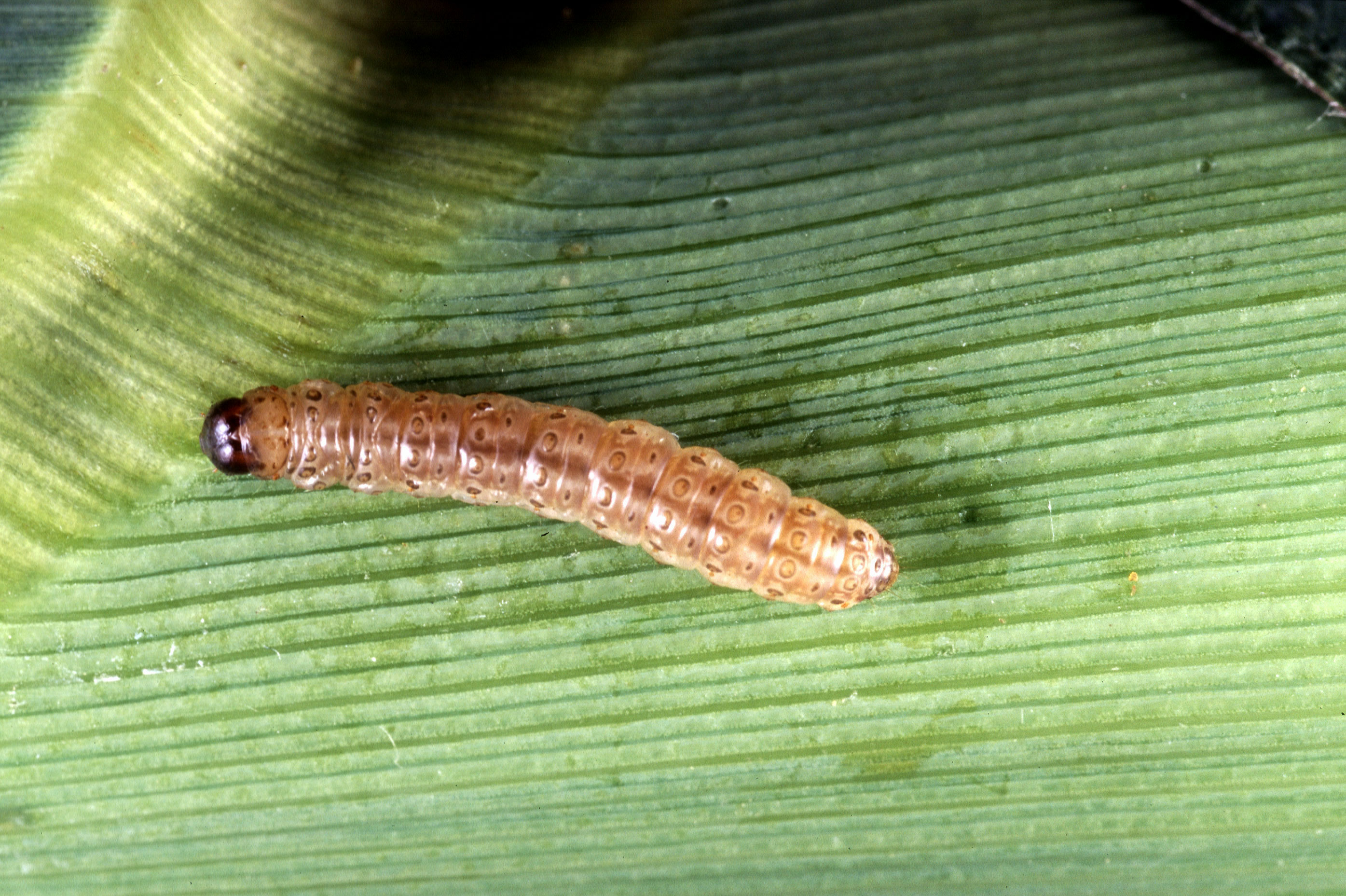
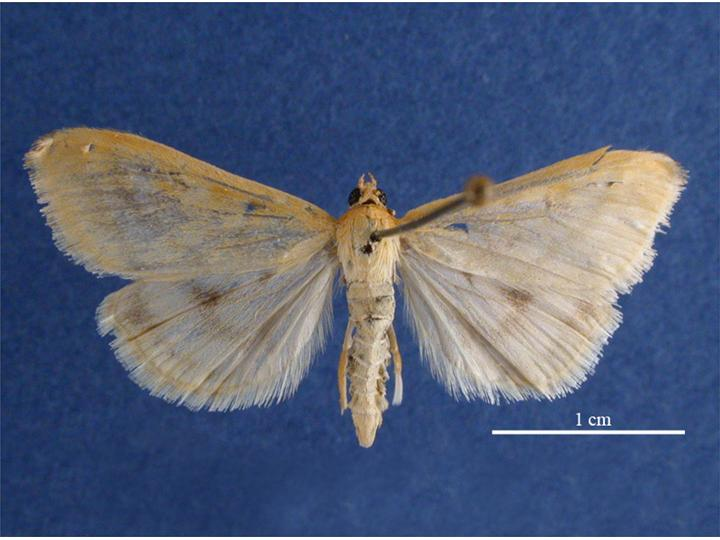
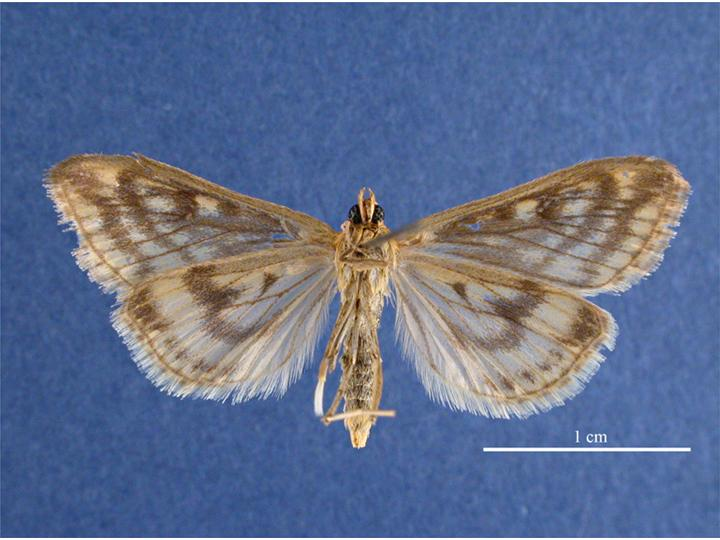
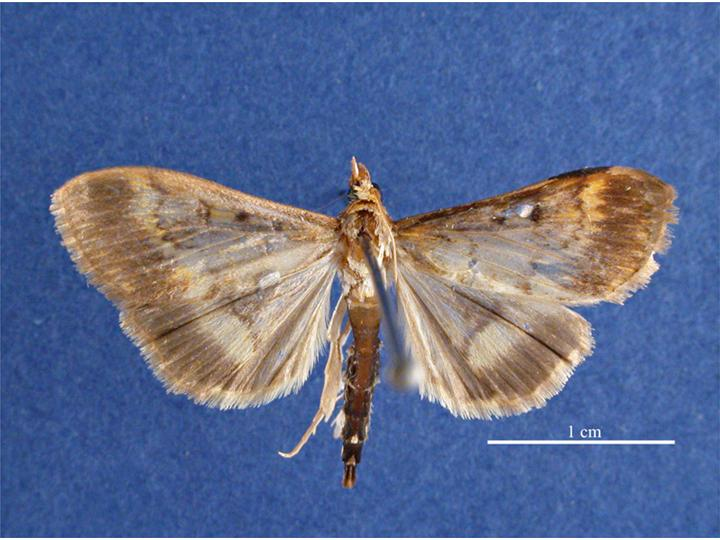
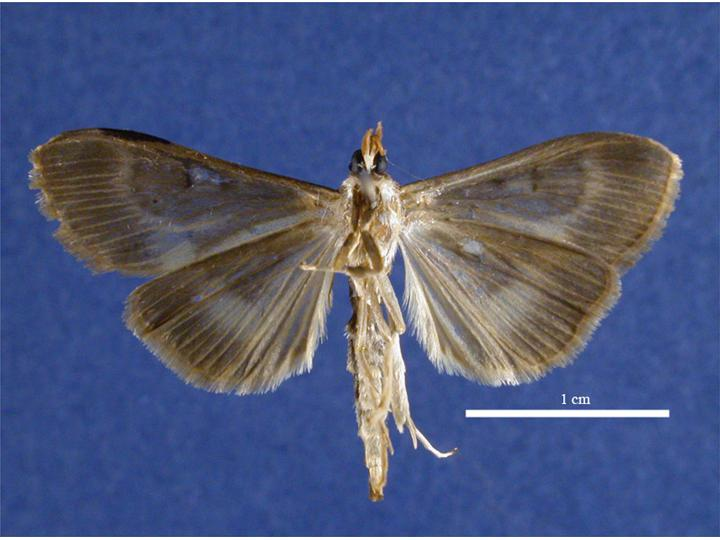